# Championnat d'Algérie masculin de handball 2018-2019
Navigation
Excellence 2017-2018 Excellence 2019-2020
La saison 2018-2019 du Championnat d'Algérie masculin de handball est la 56e édition de la compétition.
La compétition est remportée pour la première fois par le CR Bordj Bou Arreridj.

## Équipes engages
| \| MC Saïda CR B B Arreridj O El Oued ES Aïn Touta OM Annaba JS Saoura ES Arzew IC Ouargla Alger Mila Skikda Clubs d'Alger : GS pétroliers CRB Baraki HBC El Biar Clubs de Mila: CRB Mila C Chelghoum Laïd MB Tadjenanet Clubs de Skikda: JSE Skikda CR El Arrouch · \| Localisation des clubs engagés dans le championnat. |
| MC Saïda CR B B Arreridj O El Oued ES Aïn Touta OM Annaba JS Saoura ES Arzew IC Ouargla Alger Mila Skikda Clubs d'Alger : GS pétroliers CRB Baraki HBC El Biar Clubs de Mila: CRB Mila C Chelghoum Laïd MB Tadjenanet Clubs de Skikda: JSE Skikda CR El Arrouch ·                                                           |

- Promu de Division 2

| Club                  | Classement 2017-2018 | Localisation       | Salle(s)                                   | Capacité |
| --------------------- | -------------------- | ------------------ | ------------------------------------------ | -------- |
| GS Pétroliers         |                      | Alger              | Salle Harcha Hassan                        | 7 000    |
| HBC El Biar           |                      | El Biar            | Salle Omnisports Arribi Mokhtar d' El-Biar | 2 000    |
| JSE Skikda            |                      | Skikda             |                                            |          |
| MC Saïda              |                      | Saïda              |                                            |          |
| CRB Baraki            |                      | Baraki             | Salle Mahdi Boualem à Benghazi (Baraki)    | 2 000    |
| C Chelghoum Laid      |                      | Chelghoum Laid     |                                            |          |
| ES Aïn Touta          |                      | Aïn Touta Batna    |                                            |          |
| CRB Mila              |                      | Mila               |                                            |          |
| Olympique El Oued     |                      | El Oued            |                                            |          |
| CR Bordj Bou Arreridj |                      | Bordj Bou Arreridj |                                            |          |
| ES Arzew              |                      | Arzew              |                                            |          |
| IC Ouargla            |                      | Ouargla            |                                            |          |
| MB Tadjenanet         |                      | Tadjenanet         |                                            | 5.000    |
| CR El Arrouch         |                      | El Harrouch        |                                            |          |
| OM Annaba             | (Division 1)         | Annaba             |                                            |          |
| JS Saoura             | (Division 1)         | Béchar             |                                            |          |

## Calendrier
Les principales dates du calendrier du championnat sont : 
- 5 octobre 2018 : 1re journée du championnat : coup d’envoi
- 27 janvier 2019 : 14e journée du championnat (fin des matchs de la phase des poules)
- 8 février 2019 : 1re journée des phases Play off et Play down
- 12 avril 2019 : 8e journée et dernière de la phase Play off
- 13 avril 2019 : 8e journée et dernière de la phase Play down (fin du championnat).

## Compétition
La Compétition est organisée en deux poules de huit équipes chacune qui joueront la première phase en aller et retour.
A l’issue de cette phase, la bonification des points est maintenue avec le barème (2,1,0,0).
Lors de la seconde phase, il y aura des rencontres en aller et retour, jouées en play-offs en play-downs.

## Phase de poules

### Poule A
|   | Équipe            | Pts | J  | G  | N | P  | Bp  | Bc  | Diff |
| - | ----------------- | --- | -- | -- | - | -- | --- | --- | ---- |
| 1 | ES Aïn Touta      | 26  | 14 | 13 | 0 | 1  | 398 | 318 | 80   |
| 2 | GS pétroliers (T) | 23  | 14 | 11 | 1 | 2  | 355 | 305 | 50   |
| 3 | CRB Baraki        | 16  | 14 | 7  | 2 | 5  | 324 | 307 | 17   |
| 4 | JS Saoura         | 14  | 14 | 6  | 2 | 6  | 297 | 308 | -11  |
| 5 | CR El Arrouch     | 14  | 14 | 6  | 2 | 6  | 347 | 346 | 1    |
| 6 | ES Arzew          | 11  | 14 | 5  | 1 | 8  | 346 | 390 | -44  |
| 7 | HBC El Biar       | 6   | 14 | 2  | 2 | 10 | 336 | 376 | -40  |
| 8 | C Chelghoum Laid  | 2   | 14 | 1  | 0 | 13 | 292 | 345 | -53  |

|     | Qualification pour les Play-Off  |
|     | Qualification pour les Play-Down |
| (T) | Tenant du titre 2018             |
| (P) | Promu 2018                       |
| (C) | Vainqueur de la Coupe d'Algérie  |

| Résultats (dom.\ext.)                                      | GSP   | ESAT  | CRBB  | ESA   | CCL   | CREA  | HBCEB | JSS   |
| GS Pétroliers                                              |       | 24-26 | 26-24 | 40-24 | 21-17 | 24-21 | 33-25 | 22-19 |
| ES Aïn Touta                                               | 24-21 |       | 26-20 | 32-18 | 29-20 | 32-27 | 30-22 | -     |
| CRB Baraki                                                 | 24-24 | 20-22 |       | 28-19 | 24-20 | 23-21 | 23-23 | 21-23 |
| ES Arzew                                                   | 26-29 | 24-30 | 25-29 |       | 27-23 | 27-27 | 27-21 | 25-21 |
| C Chelghoum Laïd                                           | -     | 23-28 | 15-19 | 25-26 |       | 23-25 | 25-27 | 30-18 |
| CR El Harrouch                                             | 22-23 | 25-30 | 24-23 | 31-26 | 29-25 |       | 26-22 | 19-19 |
| HBC El Biar                                                | 14-24 | 27-36 | -     | 26-28 | 34-24 | 27-29 |       | 24-26 |
| JS Saoura                                                  | 20-21 | 25-25 | 19-23 | 28-24 | 12-0  | 22-21 | 23-23 |       |
| - Victoire à domicile - Match nul - Victoire à l'extérieur |       |       |       |       |       |       |       |       |

### Poule B
|   | Équipe                | Pts | J  | G  | N | P  | Bp  | Bc  | Diff |
| - | --------------------- | --- | -- | -- | - | -- | --- | --- | ---- |
| 1 | CR Bordj Bou Arreridj | 24  | 14 | 11 | 2 | 1  | 332 | 281 | 51   |
| 2 | IC Ouargla            | 22  | 14 | 10 | 2 | 2  | 293 | 272 | 21   |
| 3 | JSE Skikda            | 20  | 14 | 9  | 2 | 2  | 306 | 264 | 42   |
| 4 | OM Annaba             | 13  | 14 | 5  | 3 | 5  | 307 | 314 | -7   |
| 5 | Olympique El Oued     | 9   | 14 | 4  | 1 | 9  | 308 | 322 | -14  |
| 6 | MC Saïda              | 9   | 14 | 4  | 1 | 9  | 274 | 296 | -22  |
| 7 | MB Tadjenanet         | 7   | 14 | 2  | 3 | 9  | 268 | 294 | -26  |
| 8 | CRB Mila              | 6   | 14 | 3  | 0 | 11 | 289 | 322 | -33  |

|     | Qualification pour le Play Off  |
|     | Qualification pour le Play Down |
| (T) | Tenant du titre 2018            |
| (P) | Promu 2018                      |
| (C) | Vainqueur de la Coupe d'Algérie |

| Résultats (dom.\ext.)                                      | CRBBA | JSES  | CRBM  | ICO   | MBT   | OEO   | MCS   | OMA   |
| CR Bordj Bou Arreridj                                      |       | 25-21 | 26-18 | 20-21 | 28-28 | -     | 21-14 | 25-19 |
| JSE Skikda                                                 | 20-22 |       | 31-27 | 17-16 | 27-16 | 30-22 | 28-23 | 29-19 |
| CRB Mila                                                   | 17-23 | -     |       | 18-23 | 17-20 | 24-29 | 18-19 | 29-24 |
| IC Ouargla                                                 | 24-25 | 21-21 | 24-22 |       | 19-16 | 21-19 | 20-19 | 21-16 |
| MB Tadjenanet                                              | 17-22 | 18-19 | 21-16 | 19-20 |       | 19-20 | -     | 20-20 |
| Olympique El Oued                                          | 25-30 | 15-20 | 16-17 | 22-22 | 24-16 |       | 26-22 | 26-31 |
| MC Saïda                                                   | 17-18 | 21-21 | -     | 23-25 | 15-14 | 22-20 |       | 24-26 |
| OM Annba                                                   | 21-21 | 24-20 | 24-23 | -     | 29-29 | 30-24 | 23-19 |       |
| - Victoire à domicile - Match nul - Victoire à l'extérieur |       |       |       |       |       |       |       |       |

## Phase finale
Les résultats entre deux équipes issues d'une même poule, sont conservés. Une équipe joue ainsi 8 matchs (aller et retour) face aux 4 équipes de l'autre poule de la phase de poules.

### Play-Off
|   | Équipe                | Pts | J | G | N | P | Bp  | Bc  | Diff |
| - | --------------------- | --- | - | - | - | - | --- | --- | ---- |
| 1 | CR Bordj Bou Arreridj | 16  | 8 | 7 | 0 | 1 | 175 | 163 | 12   |
| 2 | ES Aïn Touta          | 12  | 8 | 5 | 1 | 2 | 195 | 173 | 22   |
| 3 | GS pétroliers (T)     | 12  | 8 | 4 | 2 | 2 | 194 | 175 | 19   |
| 4 | CRB Baraki            | 11  | 8 | 5 | 1 | 2 | 174 | 163 | 11   |
| 5 | JS Saoura             | 8   | 8 | 4 | 0 | 4 | 170 | 156 | 14   |
| 6 | JSE Skikda            | 4   | 8 | 1 | 2 | 5 | 173 | 179 | -6   |
| 7 | IC Ouargla            | 4   | 8 | 1 | 1 | 6 | 171 | 200 | -29  |
| 8 | OM Annaba             | 3   | 8 | 1 | 1 | 6 | 148 | 191 | -43  |

|     | Champion d'Algérie              |
| (T) | Tenant du titre 2018            |
| (P) | Promu 2018                      |
| (C) | Vainqueur de la Coupe d'Algérie |

| Résultats (dom.\ext.)                                      | CRBBA | ESAT  | GSP   | CRBB  | JSS   | JSES  | ICO   | OMA   |
| CR Bordj Bou Arreridj                                      |       | 25-24 | 22-20 | 26-22 | 24-21 | -     | -     | -     |
| ES Aïn Touta                                               | 16-17 |       | -     | -     | -     | 25-23 | 25-21 | 30-23 |
| GS pétroliers                                              | 18-20 | -     |       | -     | -     | 21-20 | 33-25 | 24-19 |
| CRB Baraki                                                 | 21-18 | -     | -     |       | -     | 19-19 | 20-18 | 29-24 |
| JS Saoura                                                  | 21-23 | -     | -     | -     |       | 20-19 | 29-22 | 12-0  |
| JSE Skikda                                                 | -     | 21-21 | 26-27 | 17-21 | 27-25 |       | -     | -     |
| IC Ouargla                                                 | -     | 18-27 | 23-23 | 22-24 | 22-19 | -     |       | -     |
| OM Annaba                                                  | -     | 26-26 | 20-24 | 19-18 | 19-23 | -     | -     |       |
| - Victoire à domicile - Match nul - Victoire à l'extérieur |       |       |       |       |       |       |       |       |

Pour la confrontation (JS Saoura - OM Annaba) : Perte de OM Annaba par absence (12-00) et -1 point.

### Play-Down
A l'issue de la 8e et dernière journée des play-downs, quatre clubs (MB Tadjenanet, ES Arzew, HBC El Biar et CR El Arrouch) possèdent le même nombre de points.
En application du règlement concernant le cas d'égalité de points, la fédération algérienne de handball (FAHB) s'est référé au nombre de buts marqués dans les matchs de cette phase pour le classement final et de décider sur la relégation des deux derniers clubs, en l'occurrence  HBC El Biar et CR El Arrouch . 
|    | Équipe            | Pts | J | G | N | P | Bp  | Bc  | Diff | Dép    |
| -- | ----------------- | --- | - | - | - | - | --- | --- | ---- | ------ |
| 9  | C Chelghoum Laïd  | 11  | 8 | 5 | 1 | 2 | 195 | 192 | 3    | /      |
| 10 | Olympique El Oued | 9   | 8 | 3 | 1 | 4 | 203 | 222 | -19  | 203 Bp |
| 11 | MC Saïda          | 9   | 8 | 3 | 2 | 3 | 199 | 194 | 5    | 199 Bp |
| 12 | CRB Mila          | 9   | 8 | 4 | 1 | 3 | 161 | 162 | -1   | 161 Bp |
| 13 | ES Arzew          | 8   | 8 | 3 | 1 | 4 | 210 | 210 | 0    | 210 Bp |
| 14 | MB Tadjenanet     | 8   | 8 | 4 | 0 | 4 | 178 | 169 | 9    | 178 Bp |
| 15 | HBC El Biar       | 8   | 8 | 3 | 2 | 3 | 174 | 171 | 3    | 174 Bp |
| 16 | CR El Arrouch     | 8   | 8 | 3 | 0 | 5 | 168 | 168 | 0    | 168 Bp |

|     | Relégué                         |
| (P) | Promu 2018                      |
| (C) | Vainqueur de la Coupe d'Algérie |

| Résultats (dom.\ext.)                                      | CCL   | MCS   | CRBM  | OEO   | MBT   | HBCEB | ESA   | CREA  |
| C Chelghoum Laïd                                           |       | 22-22 | 29-20 | 29-32 | 24-22 | -     | -     | -     |
| MC Saïda                                                   | 23-24 |       | -     | -     | -     | 25-23 | 26-21 | 31-23 |
| CRB Mila                                                   | 20-22 | -     |       | -     | -     | 19-24 | 23-22 | 23-20 |
| Olympique El Oued                                          | 22-24 | -     | -     |       | -     | 24-22 | 30-31 | 24-19 |
| MB Tadjenanet                                              | 31-21 | -     | -     | -     |       | 26-19 | 28-26 | 14-13 |
| HBC El Biar                                                | -     | 23-17 | 20-20 | 20-20 | 23-20 |       | -     | -     |
| ES Arzew                                                   | -     | 34-34 | 25-26 | 28-24 | 23-19 | -     |       | -     |
| CR El Arrouch                                              | -     | 24-21 | 12-0  | 49-27 | 20-18 | -     | -     |       |
| - Victoire à domicile - Match nul - Victoire à l'extérieur |       |       |       |       |       |       |       |       |

Pour la confrontation (CR El Arrouch - CRB Mila) : Perte de CR El Arrouch par absence (12-00) et -1 point.

### Champion d'Algérie 2018-2019
| Champion d'Algérie masculin de handball 2018-2019 CR Bordj Bou Arreridj 1re titre |